# Юліана Паша
Юліана Паша (алб. Juliana Pasha; 20 травня 1980, Тирана) — албанська співачка. Представляла Албанію на пісенному конкурсі Євробачення 2010 в Осло із піснею «It's all about you».
Брала участь у конкурсі «Festivali i Kenges» в 1998, 1999 роках, отримала спеціальний приз від журі «Найкращий новий виконавець». Пізніше у цьому ж шоу у 2002 та 2007 роках, коли вона стала третьою з піснею «Nje qiell te ri». 2009 року у дуеті з Луїзом Ейллі виконала пісню «Nje jete» і посіла друге місце. Також вона брала участь в інших пісенних фестивалях Албанії, зокрема «Mikrofoni i arte» у 2002, 2003, 2005 роках і «Kenga Magjike» у 2003, 2005 роках.